# Jídelní vůz

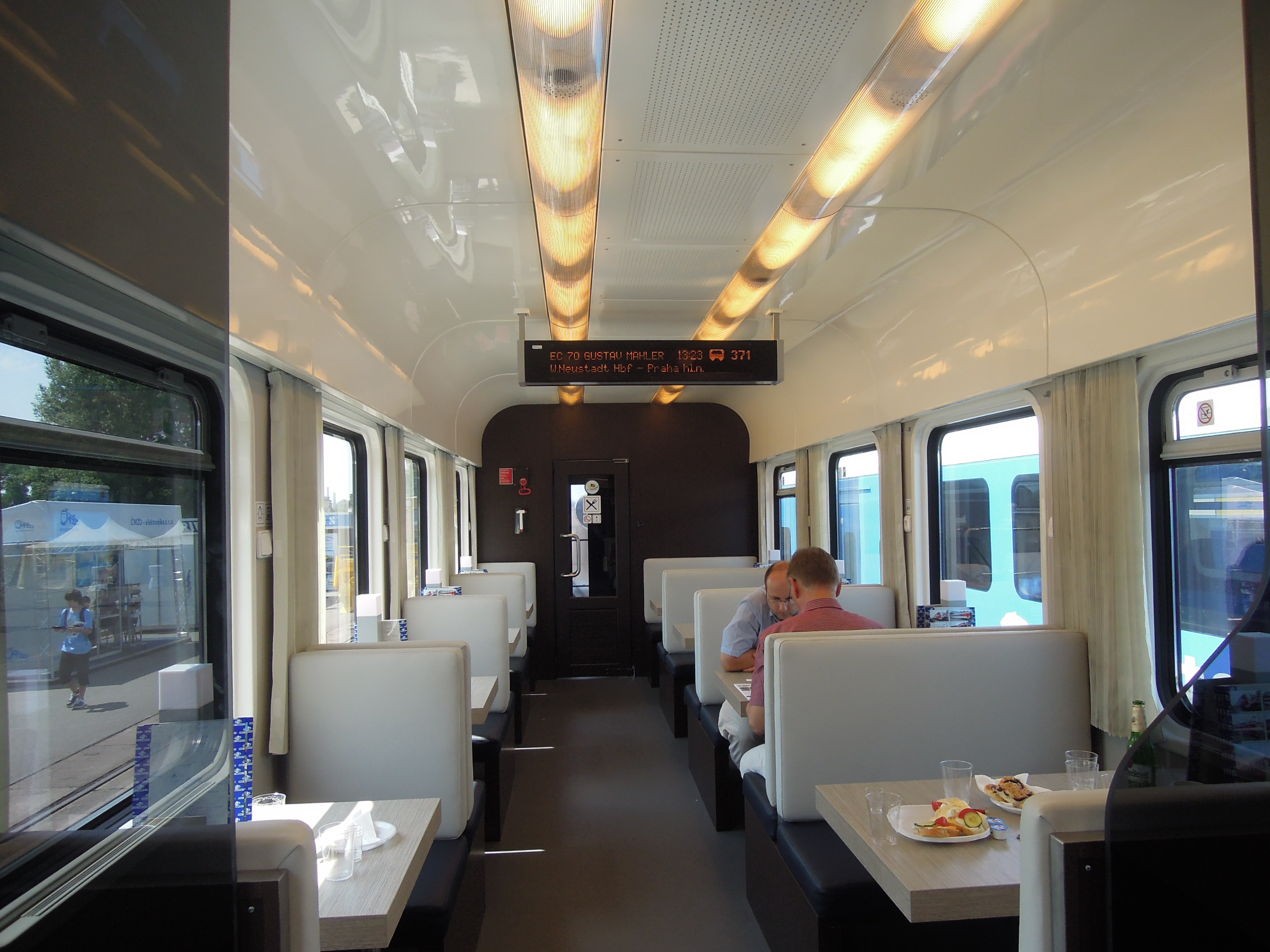
Interiér restauračního vozu WRmee816

Jídelní vozy jsou jedním z několika druhů železničních osobních vozů. Jídelní vozy většinou fungují obdobně jako bar, bistro nebo přímo jako restaurace. Nasazovány jsou zpravidla na mezinárodní, případně i vnitrostátní dálkové vlaky kategorie rychlík a vyšší (Expres, InterCity, EuroCity). Ceny v jídelních vozech jsou v Česku vyšší než v restauraci pevně stojící na zemi, ale v jiných zemích to může být i naopak.

## Druhy jídelních vozů
U jídelních vozů lze rozlišit 2 druhy:
- restaurační vůz – v tomto voze je plnohodnotná kuchyň a bývá zde větší výběr jídel,
- bistro vůz – tyto vagony mají menší zázemí a méně míst k sezení v jídelní části (často také ke stání) než restaurační vůz. Bistro vůz ve vlakových soupravách Pendolino je rozdělen na 2 poloviny. V první polovině je malá kuchyň a místa ke stání u zdi, v druhé polovině běžná místa k sezení jako ve zbytku soupravy. Všechna místa spadají pod 2. třídu.[zdroj?]

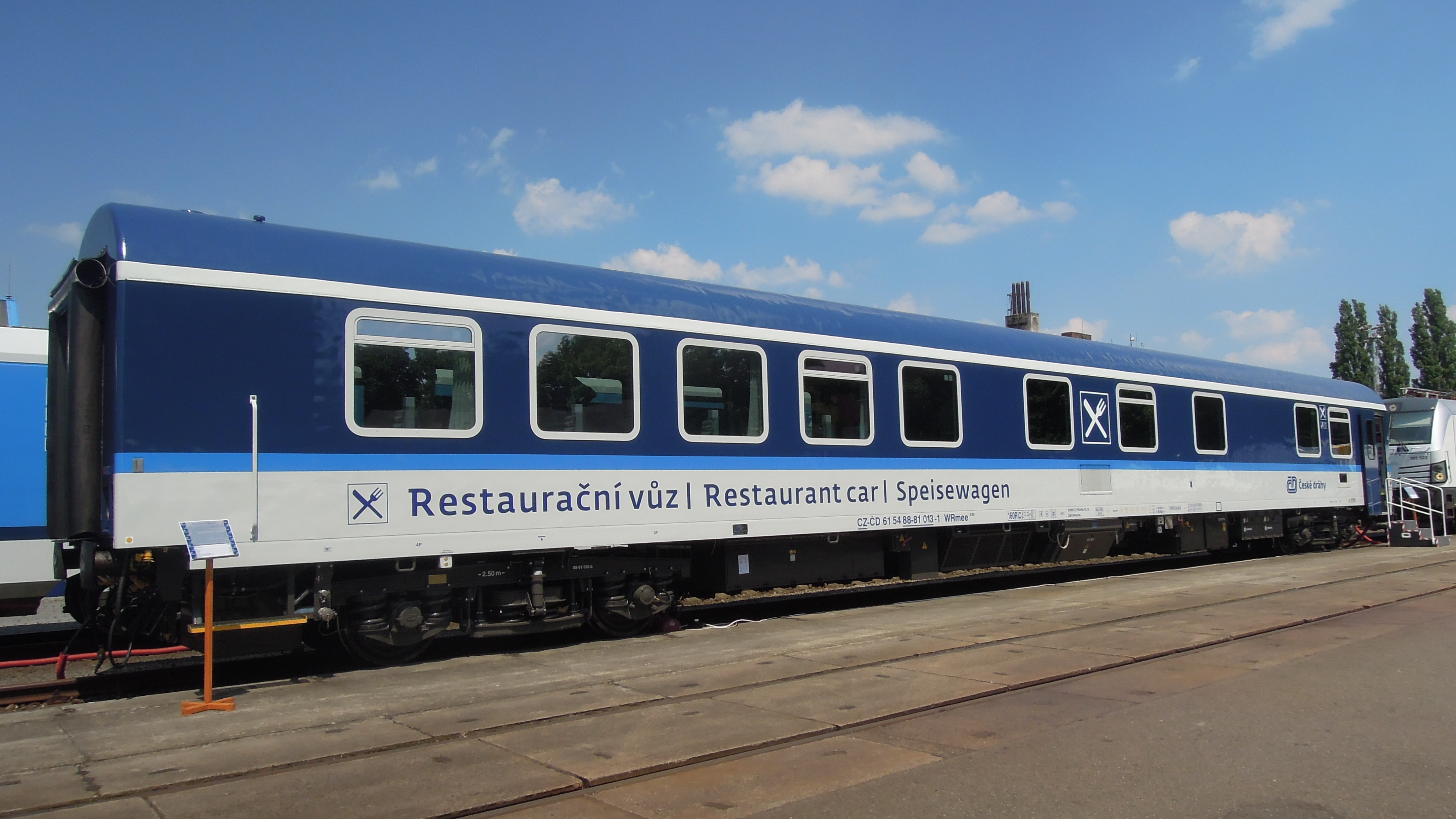
Restaurační vůz WRmee816
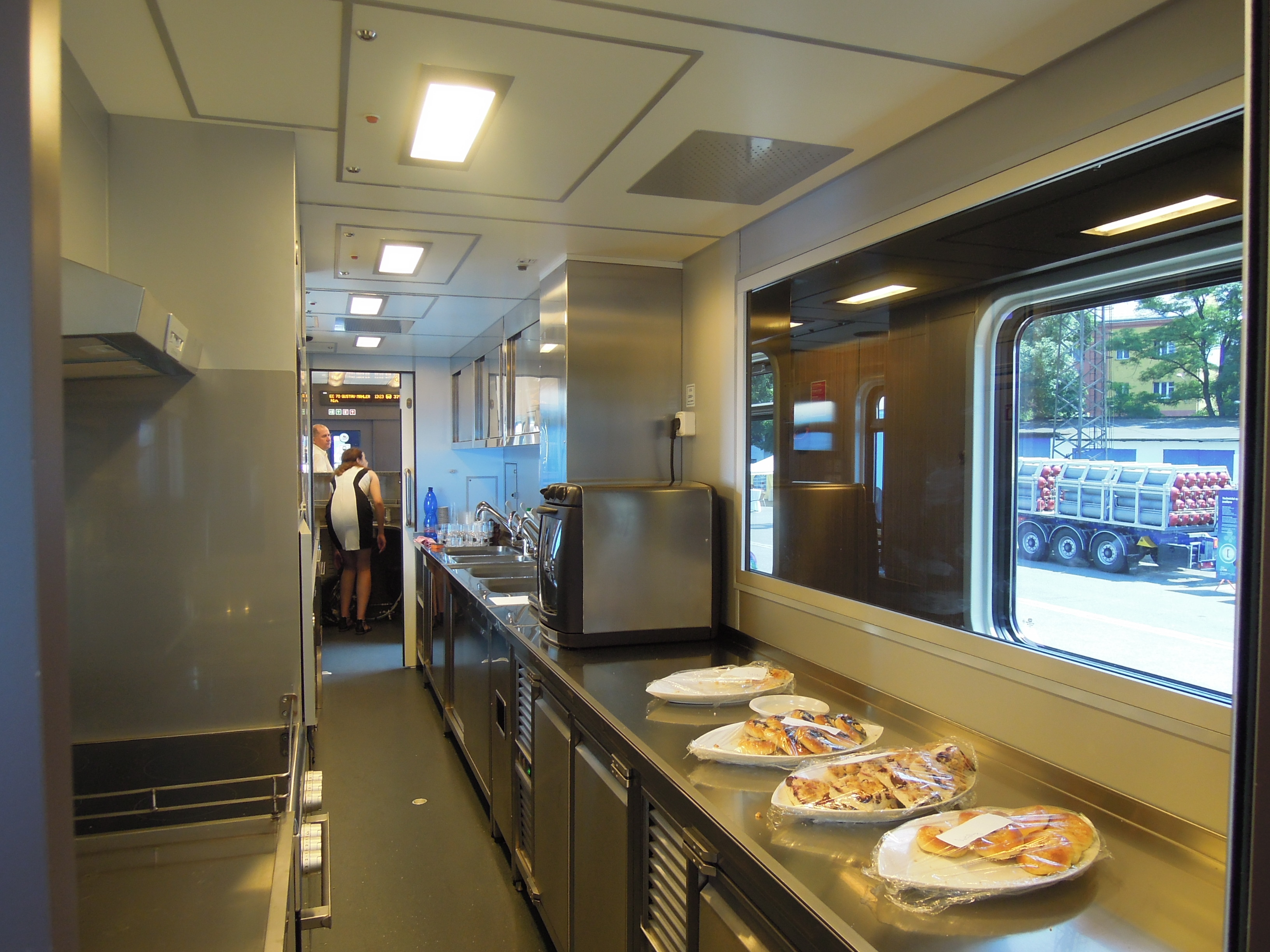
Kuchyň v restauračním voze WRmee816
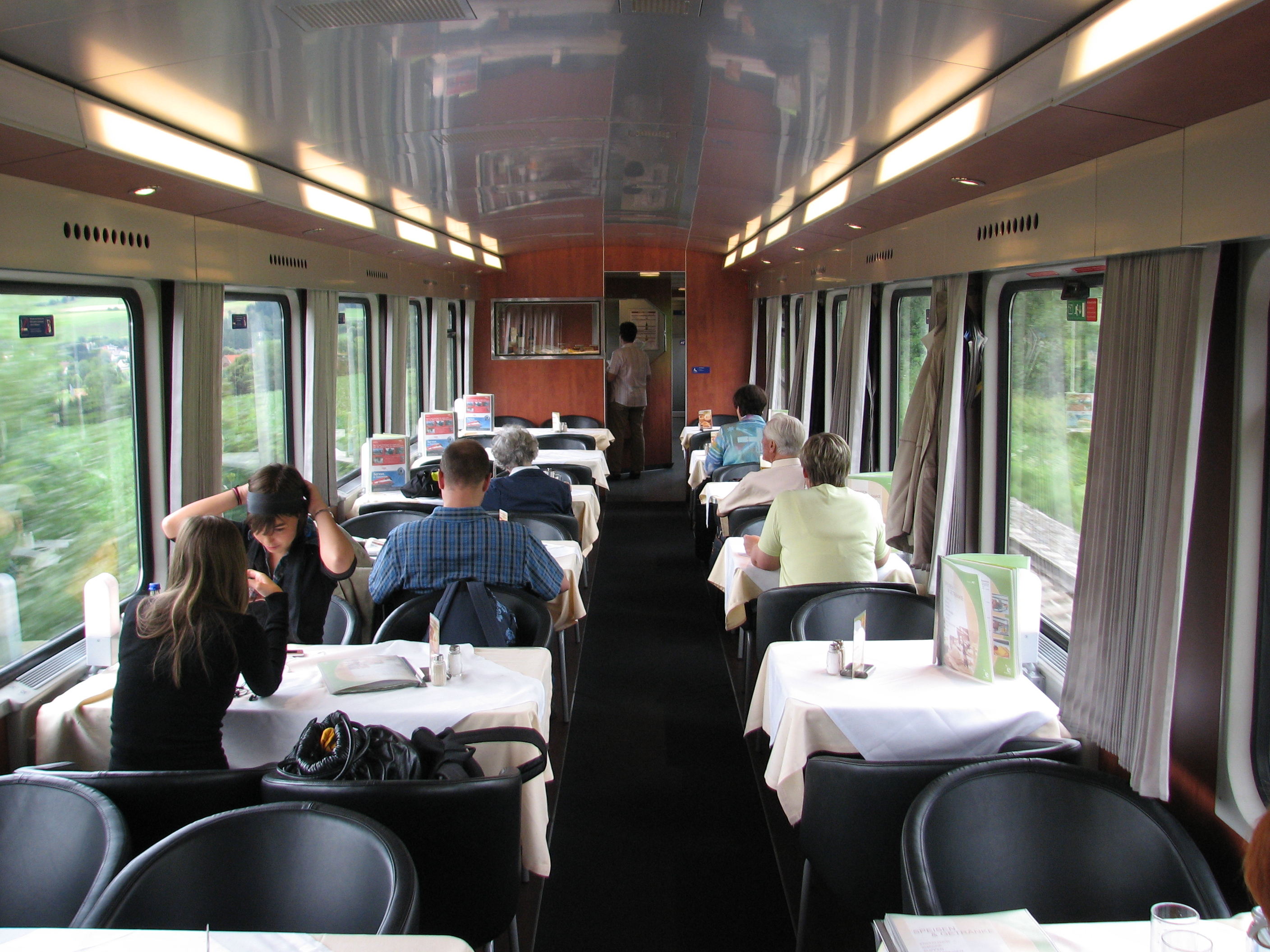
Restaurační vůz u ÖBB, společnosti Henry am Zug.

## Příklady jídelních vozů Českých drah
Níže jsou uvedeny některé jídelní vozy využívané Českými drahami.
Restaurační vozy
- WRmz815
- WRmee816
- WR851

Bistro vozy:
- ARmpee832
- Pendolino

## Příprava jídel
Jídla mohou být připravována běžně, ale např. česká cateringová společnost JLV často používá postup, kdy jsou přímo ve voze dovařována, dosmažována nebo ohřívána předpřipravená jídla, která byla uvařena před výjezdem vozu. Tento postup umožňuje velmi rychlou přípravu, a proto mohou využít jídelní vůz i cestující na krátké vzdálenosti. V bistro vozech jednotek Pendolino jsou jídla vždy ohřívána v mikrovlnné troubě.[zdroj⁠?!]

## Provozovatelé jídelních vozů v Česku
Na území České republiky jezdí jídelní vozy provozované těmito společnostmi:
- JLV – nejčastější ve vlacích Českých drah
- Utasellátó – ve vlacích maďarských drah MÁV-START Vasúti Személyszállító
- Henry am Zug – ve vlacích rakouských drah Österreichische Bundesbahnen

Jedním ze známých bývalých provozovatelů jídelních vozů byla firma Urblík, jejíž jídelní vozy jezdily i na vnitrostátních rychlíkových trasách jako například Praha – Hradec Králové – Týniště nad Orlicí.[zdroj?]